# 김찬 (1958년)
김찬(金讚, 1958년 11월 21일~)은 대한민국의 공무원이다. 제6대 문화재청장(2011. 9.~2013. 3.)을 지냈다. 경기 광주 출생이다.

## 학력
- 서울시립대학교 도시행정학 학사
- 에즈베리신학교 대학원 신학 석사

## 경력
- 제25회 행정고시 합격
- 문화관광부 공보관 국장
- 문화관광부 관광국장
- 문화관광부 문화산업진흥단장
- 문화체육관광부 문화콘텐츠산업실장
- 문화체육관광부 관광산업국장
- 2009년 3월~2011년 9월: 문화재청 차장
- 2013년 3월~2013년 11월: 문화재청장

| 전임 송인범 | 제4대 문화재청 차장 2009년 3월 25일~2011년 9월 8일 | 후임 김창준 |

| 전임 최광식 | 제6대 문화재청장 2011년 9월 8일~2013년 3월 17일 | 후임 변영섭 |